# Rozanne Slik
Rozanne Slik (Bergen, 12 april 1991) is een Nederlands wielrenster en mountainbikster. Ze is de oudere zus van wielrenner Ivar Slik. 

## Carrière
Slik combineerde lang het wegwielrennen met het mountainbiken. Zo werd ze bij de junioren zevende tijdens het EK mountainbike 2008. Tot en met 2011 bleef ze op internationaal niveau mountainbiken, hierna stapte ze volledig over naar de weg. Het team Parkhotel Valkenburg was in 2014 haar eerste UCI weg team, dit als semiprofessioneel renster.
In haar eerste seizoen bij Parkhotel Valkenburg won ze enkele nationale wedstrijden o.a. de Profronde van Stiphout, op haar eerste UCI-zege was het nog een jaar wachten. In de Duitse rittenkoers Auensteiner Radsporttage ontsnapte ze in de tweede etappe samen met de Poolse Maja Włoszczowska. Na 96 kilometer over een heuvelachtig parcours legde Slik Wloszczowska er op in de spurt. Door haar goede resultaten in 2015 tekende ze voor 2016 een contract bij Liv-Plantur, dat in 2017 verder ging als Team Sunweb.
In 2018 tekende ze bij het Franse team FDJ Nouvelle-Aquitaine Futuroscope samen met de eveneens Nederlandse Moniek Tenniglo. Op vrijdag 1 juni won ze de vijfde etappe in de Ronde van Thüringen door haar voormalig ploeggenote Ellen van Dijk te verslaan in een sprint bergop.

## Palmares

### Strandrace
| Seizoen   | TopCompetitie | EK    | NK  | Overige | Totaal aantal zeges |
| --------- | ------------- | ----- | --- | ------- | ------------------- |
| 2014-2015 | Zeeland       | NVT   | DNS |         | 1                   |
| 2015-2016 |               | NVT   | DNS |         | 0                   |
| 2016-2017 |               |       | DNS |         | 0                   |
| 2017-2018 |               | Brons | DNS |         | 0                   |
| 2018-2019 | Renesse       | Brons | DNS | Egmond  | 2                   |
| 2019-2020 |               | 5e    |     |         | 0                   |
| Totaal    | 2             | 0     | 0   | 1       | 3                   |

### Wegwielrennen
2015 - 1 zege
- 2e etappe Auensteiner Radsporttage

2018 - 1 zege
- 5e etappe Ronde van Thüringen

De Baat · De Boer · Eshuis · Van Gogh · Van den Hoek · Hoeksma · Markus · Otten · Peetoom · Post · Van de Ree · Rooijakkers · Slik · Soemanta · Tromp
De Boer · Van den Bos · Ensing · Van Gogh · Van den Hoek · Hoeksma · Markus · Post · Rooijakkers · Slik · Stougje · Tromp · De Vries
Kirchmann · Mackaij · Markus · Mustonen · Slik · Soek · Stijns · Stultiens · Taylor · Weaver
Brand · Kirchmann · Labous · Lippert · Mackaij · Rivera · Slik · Soek · Stultiens · Van Dijk · Weaver
Bravard · Demay · Duval · Fournier · Gillow · Grossetête · Guilman · Kitchen · Muzic · Richioud · Slik · Tenniglo
Albrecht · Bruderer · Chapman · Cobb · Dixon · Drexel · Guarnier · Jackson · Kessler · Lucas · Malseed · Marcolini · Newsom · Ryan · Slik · Stephens